# Thomas Briccetti
Thomas Briccetti (* 14. Januar 1936 in Mount Kisco; † 27. Mai 1999 in  Perugia) war ein US-amerikanischer Komponist, Pianist und Dirigent.
Briccatti war zwischen 1947 und 1962 Klavierschüler von Jean Dansereau. Er studierte Komposition bei Bernard Rogers (1953–1955 an der Eastman School of Music), Samuel Barber, Peter Mennin und Alan Hovhaness. Seine Lehrer als Dirigent waren Richard Lert und George Szell.
Er gewann ab 1959 mehrere Preise der ASCAP, 1959 einen Preis der American Academy in Rome, ein Kompositionsstipendium der Ford Foundation (1961–63) und 1963 ein Stipendium der Künstlerkolonie Yaddo. Er wirkte als Dirigent bzw. musikalischer Leiter u. a. beim St. Petersburg Symphony Orchestra (1962–69), dem Indianapolis Symphony Orchestra (1969–75) und dem Omaha Symphony Orchestra (1975–84). Von 1984 bis 1986 war er ständiger Gastdirigent des Sinfonieorchesters und Dirigent des Rundfunkorchesters von Stavanger, ab 1988 Generaldirektor des Orchestra Sinfonica di Umbria und der Symfonia Perusiana in Perugia. Daneben wirkte er von 1988 bis 1994 als künstlerischer Leiter der Orchestra Stabile di Bergamo und von 1994 bis 1996 als Chefdirigent des RIAS-Jugendorchesters.
Neben Chor-, Vokal- und Kammermusik komponierte Briccetti u. a. auch Instrumentalkonzerte (darunter ein Violin- und ein Cellokonzert), sinfonische Musik (u. a. zwei Sinfonien und eine für einen Pulitzer-Preis nominierte sinfonische Suite) sowie drei Opern (Euridice, 1991; Odysseus Returns, 1997; The Contract, 1998).